# 歌上艶子
歌上艶子（うたがみ つやこ、1917年（大正6年）8月25日 - ）は、日本の歌手。灰田勝彦とのデュエット曲「マニラの街角で」で知られる。本名は横枕三佐子（よこまくら みさこ）。父は帝国海軍軍楽隊隊長の横枕文四郎。

## 来歴・人物
1917年（大正6年）、長崎県佐世保市出身。
松竹少女歌劇団に入団し、10代の頃から「ピーターパン」などのレコーディングに携わっている。
1942年（昭和17年）、ビクターから正式に歌手デビュー。同年、灰田勝彦とのデュエットで「マニラの街角で」が大ヒットする。
その後は戦時歌謡などを吹き込む。

## 代表曲
- 「ピーターパン」（デビュー曲）
- 「マニラの街角で」（共唱：灰田勝彦）
- 「銀輪の歌」（共唱：灰田勝彦）